# Velodromo di Manchester
Il velodromo di Manchester è una struttura sportiva a Manchester, in Regno Unito.
È stato aperto nel settembre 1994 ed è uno dei più importanti velodromi del Regno Unito.